# Къминг
Окръг Къминг (на английски: Cuming County) е окръг в щата Небраска, Съединени американски щати. Площта му е 1489 km², а населението - 10 203 души (2000). Административен център е град Уест Пойнт.